# Stazione di Porto Valtravaglia
Stazione di Porto Valtravaglia vasútállomás Olaszországban, Lombardia régióban, Porto Valtravaglia településen.

## Vasútvonalak
Az állomást az alábbi vasútvonalak érintik:
- Luino–Milánó-vasútvonal
- Novara–Pino-vasútvonal

## Kapcsolódó állomások
A vasútállomáshoz az alábbi állomások vannak a legközelebb:
- Stazione di Luino (Cadenazzo vasútállomás, S30)
- Stazione di Caldè (Stazione di Gallarate, S30)